# Lew Hoad
Lewis Alan Hoad (23. listopadu 1934 Glebe – 3. července 1994 Fuengirola) byl australský tenista. Ve své době patřil k populárním sportovcům a praktikoval útočný silový styl hry.
Pocházel z nemajetné rodiny tramvajáka a od dětství si vydělával jako sběrač míčků. Jeho talent rozeznal Adrian Quist, který mu ve čtrnácti letech zařídil smlouvu s firmou Dunlop Sport. V roce 1951 hrál Hoad svůj první grandslamový turnaj.
S australským týmem vyhrál čtyřikrát Davis Cup (1952, 1953, 1955 a 1956). Jeho reprezentačním kolegou byl Ken Rosewall, říkalo se jim „tenisová dvojčata“. Spolu také vyhráli sedm grandslamových titulů ve čtyřhře: Australian Open 1953, 1956 a 1957, French Open 1953, Wimbledon 1953 a 1956 a US Open 1956. Osmý titul ve čtyřhře získal Hoad ve Wimbledonu 1955 s Rexem Hartwigem. Spolu s Američankou Maureen Connollyovou také vyhrál smíšenou čtyřhru v Paříži v roce 1954. V roce 1956 vyhrál mužskou dvouhru na Australian Open, French Open i ve Wimbledonu, pouze ve finále US Open podlehl Rosewallovi. Podle dodatečných výpočtů Lance Tingaye byl v roce 1956 světovým hráčem číslo jedna.
Od roku 1957 hrál profesionálně, v červnu 1959 vyhrál Tournament of Champions ve Forest Hills. Kariéru ukončil kvůli chronickým bolestem zad v roce 1972. Celkově vyhrál 824 zápasů a 503 prohrál, získal 51 turnajových vítězství. V roce 1980 byl uveden do Mezinárodní tenisové síně slávy.
V roce 1955 se oženil s tenistkou Jenny Staleyovou, finalistkou Australian Open 1954. Od konce šedesátých let žili ve Španělsku a provozovali zde tenisovou školu. Lew Hoad zemřel na leukemii ve věku 59 let.